# Grințieș (gmina)
Grințieș – gmina w Rumunii, w okręgu Neamț. Obejmuje miejscowości Bradu, Grințieș i Poiana. W 2011 roku liczyła 2213 mieszkańców.